# Gadabanahalli, Tiptur
Gadabanahalli là một làng thuộc tehsil Tiptur, huyện Tumkur, bang Karnataka, Ấn Độ.